# 루수이단

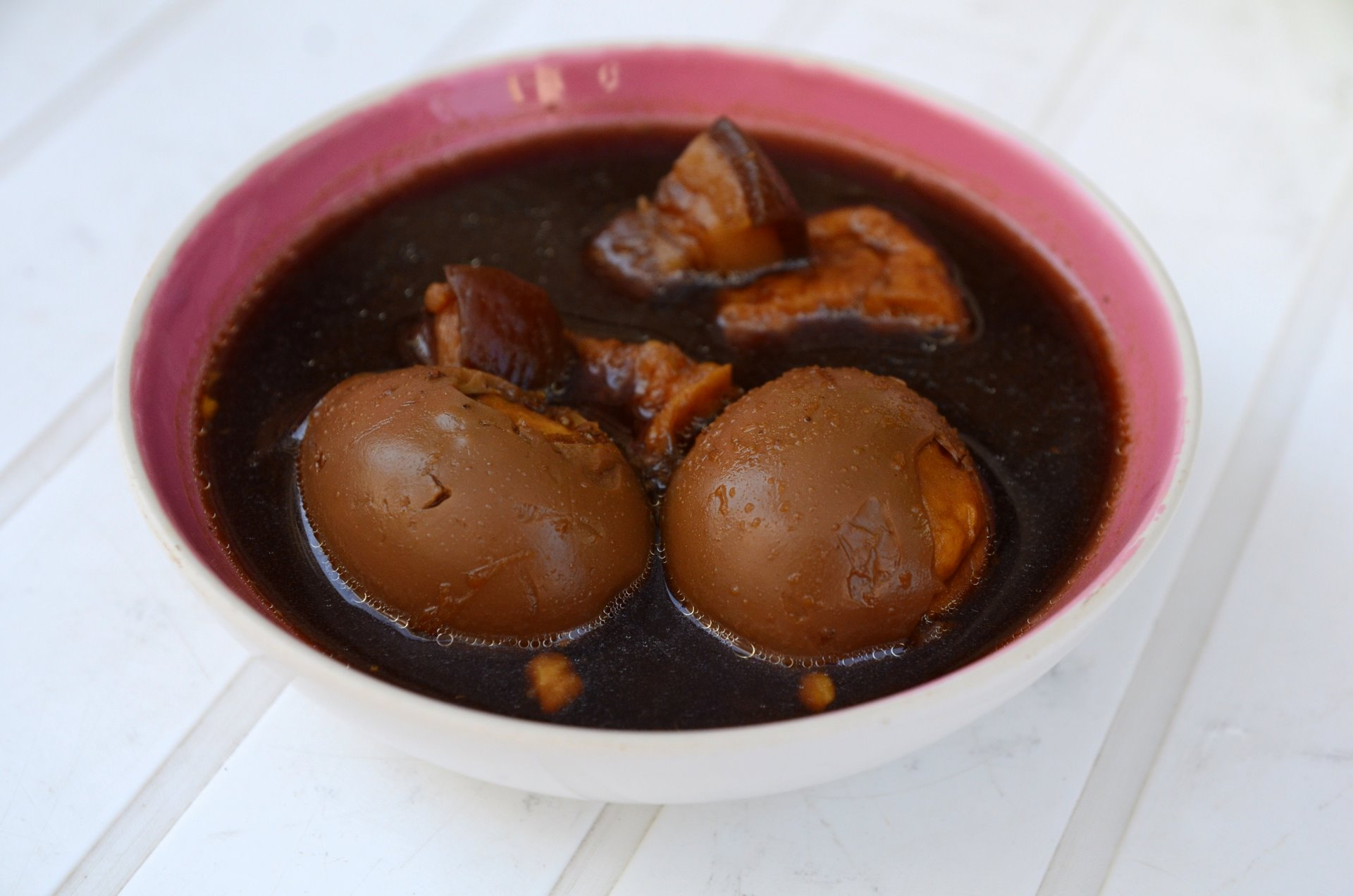

루수이단(중국어 간체자: 卤水蛋, 정체자: 滷水蛋) 또는 루단(중국어 간체자: 卤蛋, 정체자: 滷蛋)은 중국 요리, 일본 요리 및 모리셔스 요리에 사용되는 달걀의 일종으로 삶아서 껍질을 벗긴 다음 간장, 설탕, 물 및 그 외 (선택적) 허브와 향신료를 섞어 조리한다. 고기, 야채, 두부 등 다른 재료도 동일한 루수이 조리 방법으로 조리하여 일반적으로 루웨이라고 부르는 요리를 만들 수 있다. 알장조림은 닭고기, 오리, 메추리알로 만들 수 있다.
이 준비는 차예단의 준비와 매우 유사하다. 끓이고 쫄깃해질 때까지 여러 번 삶고 건조시킨 달걀을 톄단이라고 한다.

## 같이 보기
- 달걀장조림
- 차예단
- 톄단
- 발룻
- 피단
- 장조림
- 루수이 (요리)
- 셴야단
- 훈제란